# Air BC
Air BC war eine Fluggesellschaft mit Sitz in Richmond, British Columbia, Kanada. Das Unternehmen wurde zum 1. Januar 2001 vollständig in die Air Canada Regional Inc. und im Jahr 2002 in Air Canada Jazz integriert. Diese regionale Fluggesellschaft flog vor allem Turboprop-Flugzeuge, betrieb aber auch Jets für Air Canada Connector im Auftrag von Air Canada über eine Codesharing-Vereinbarung.

## Geschichte

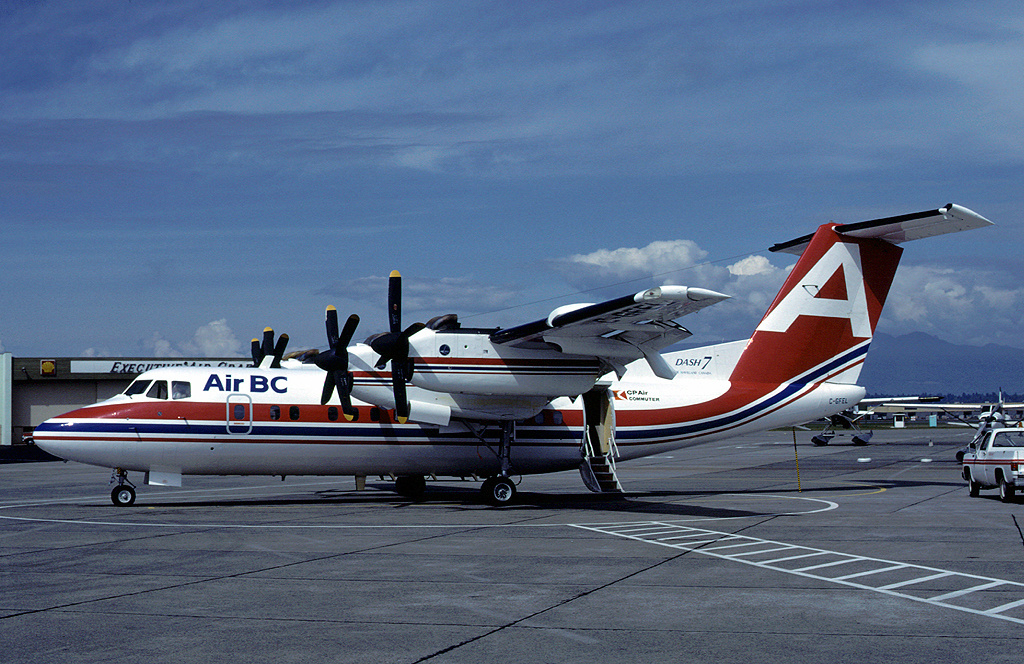
Eine DHC-7 Dash 7 Maschine im Jahr 1983 auf dem Vancouver International Airport (YVR)

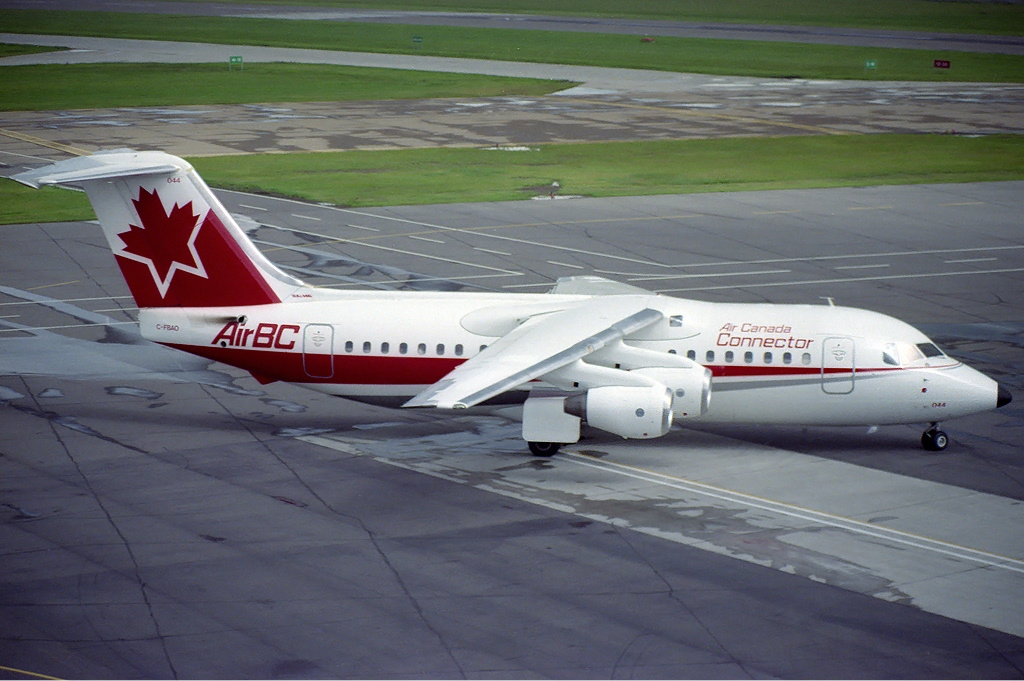
Eine BAe 146-200 in Air Canada Connector Bemalung im Jahr 1989, aufgenommen am Edmonton City Centre Airport (YXD).

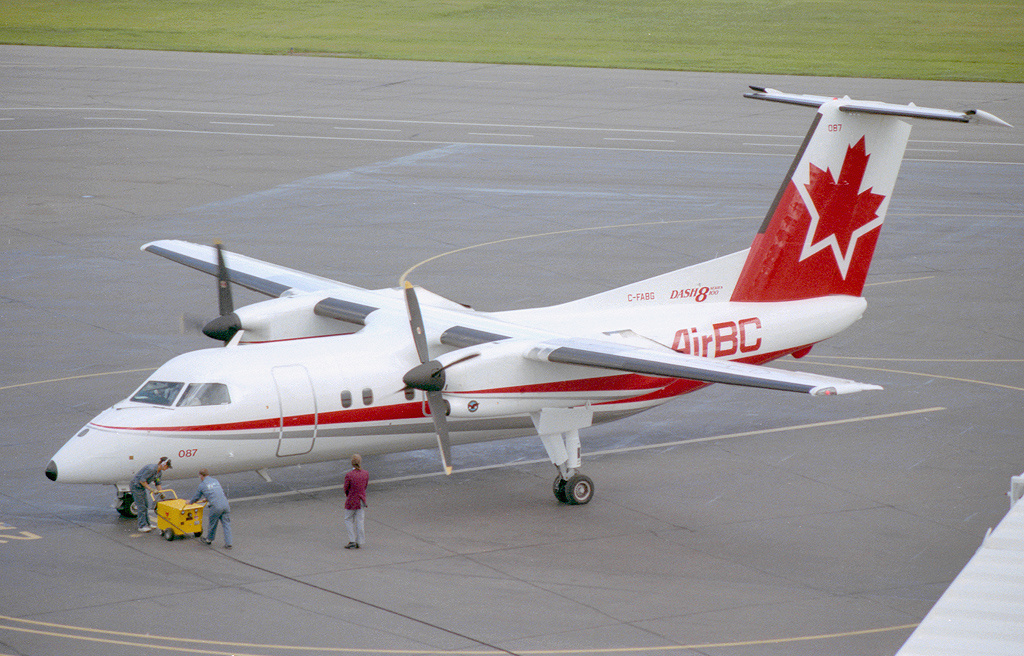
AirBC-Bemalung in den späten 1980er Jahre, bevor Air Canada die Gesellschaft aufgekauft hatte.

Air BC wurde 1980 nach der Fusion (von der Jim Pattison Group) einer Reihe von Inlands-Fluggesellschaften an der Westküste gegründet: Airwest Airlines, Canadian Air Transit, Flight Operation, Gulf Air Aviation, Haida Airlines, Island Airlines, Ominecca Air, Pacific Coast Air Services und West Coast Air Services. Eine große Flotte entstand, darunter aus STOL-Flugzeugen und einigen De Havilland DHC-6 Twin Otter, davon ein Teil als Wasserflugzeuge. Im Jahr 1983 wurden STOL-fähige DHC-7 Turboprop-Flugzeuge ausgeliefert und im Jahr 1986 wurden DHC-8-100 Turboprops erworben.
Im Jahr 1987 erwarb Air Canada 85 % von Air BC und Air BC wurde ein Air Canada Regionalpartner, der als Air Canada Connector tätig war. Air BC trat 1988 mit der British Aerospace BAe 146 in das Jet-Zeitalter ein. Diese war der einzige Strahlflugzeug-Typ, der von dem Luftfahrtunternehmen jemals betrieben wurde. Im Jahr 1994 betrieb die Fluggesellschaft British Aerospace Jetstream 31 als Teil ihrer Air Canada Connector Codesharing-Vereinbarung. Gestreckte DHC-8-300 Turboprop-Flugzeuge wurden schließlich auch eingeflottet. Im März 1995 erwarb Air Canada die restlichen Anteile an der Air BC.
Im Januar 2001 wurde eine neu verschmolzene Tochtergesellschaft namens Air Canada Regional Inc gegründet. Als hundertprozentige Tochtergesellschaft von Air Canada führte diese Firma die einzelnen Strecken der fünf regionalen Fluggesellschaften durch – Air BC, Air Nova, Air Ontario, Air Alliance und Canadian Regional Airlines. Die Fusion dieser fünf Unternehmen wurde 2002 abgeschlossen und wurde den Start einer neuen Marke markiert: Air Canada Jazz.
Bis 1999 hatte Air BC ihren Air Canada Connector Service erweitert und flog BAe 146-200 Jets und führte Nonstop-Flüge zwischen Edmonton und Denver, Colorado durch.

## Flotte
Im Laufe ihres Bestehens betrieb Air BC folgende Flugzeugtypen:
- British Aerospace BAe 146-200 - einziger Jet-Flugzeug-Typ von Air BC
- British Aerospace BAe Jetstream 31
- De Havilland Canada DHC-6 Twin Otter
- De Havilland Canada DHC-7
- De Havilland Canada DHC-8-100 (Serie 100 war die Standardversion)
- De Havilland Canada DHC-8-300 (Serie 300 war die gestreckte Version)
- Douglas DC-3